# Torsten J. Gerpott

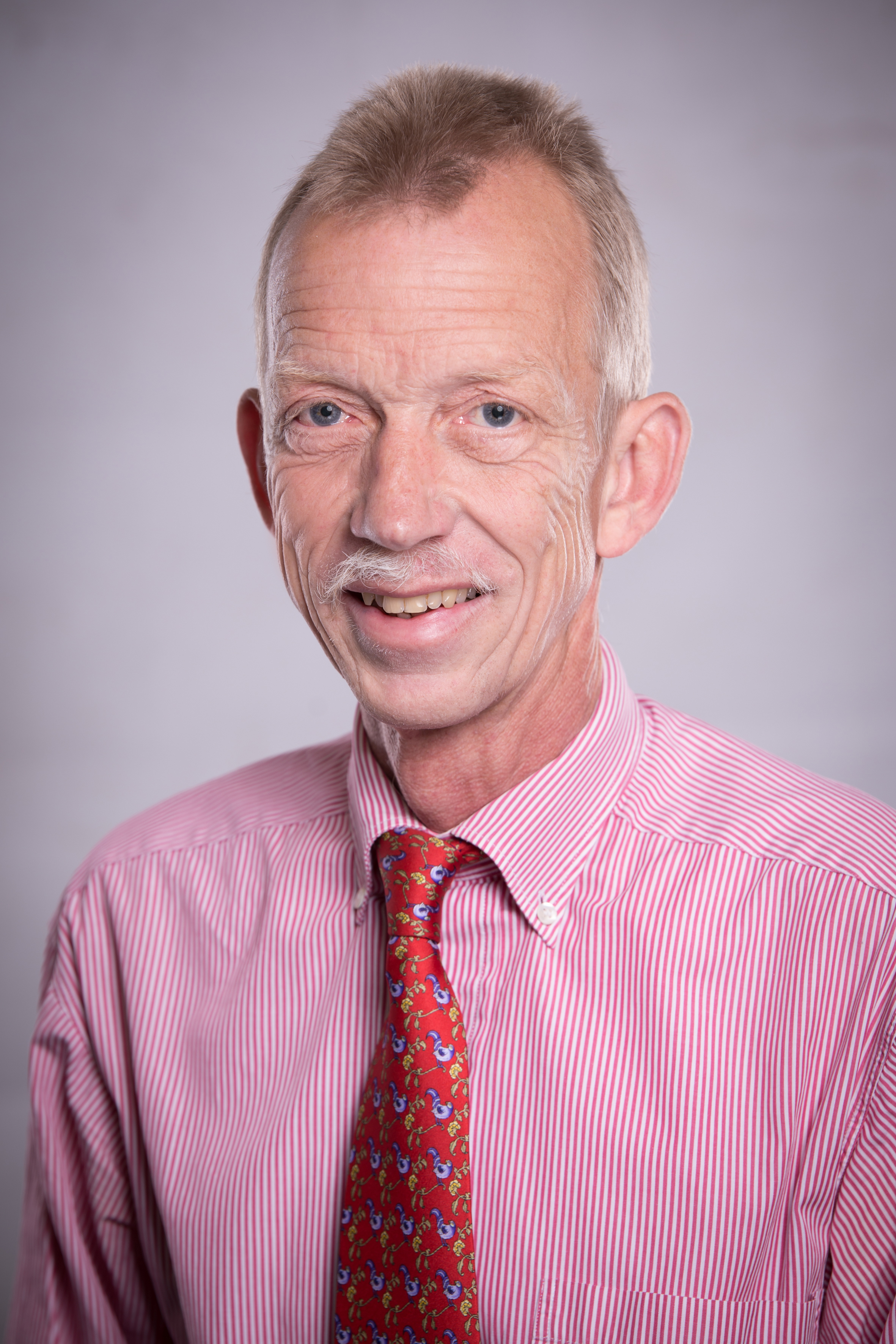
Torsten Gerpott (2017)

Torsten J. Gerpott (* 11. August 1958 in Bremen; † 8. Juni 2023) war ein deutscher Wirtschaftswissenschaftler und leitete als Universitätsprofessor den Lehrstuhl für Unternehmens- und Technologieplanung an der Mercator School of Management Duisburg der Universität Duisburg-Essen.

## Leben
1977, nach dem Abitur am Gymnasium Ulricianum in Aurich, wurde Gerpott von Juli 1977 bis September 1978 zum Luftwaffenoffizier ausgebildet. Von Oktober 1978 bis Februar 1982 studierte er Wirtschafts- und Organisationswissenschaften mit dem Abschluss Diplom-Kaufmann an der Helmut-Schmidt-Universität in Hamburg, an der er später von Oktober 1983 bis Mai 1988 als wissenschaftlicher Mitarbeiter tätig war. Im Dezember 1987 wurde er mit einer Arbeit zum Thema „Karriereentwicklung von Industrieforschern“ mit „summa cum laude“ zum Dr. rer. pol. promoviert.
Von Juni 1988 bis März 1994 arbeitete er bei dem US-amerikanischen Beratungsunternehmen Booz Allen Hamilton (zunächst als Associate, ab 1991 als Senior Associate, ab 1993 als Principal/Mitglied der Geschäftsleitung).
Er habilitierte sich im März 1993 im Fachgebiet Betriebswirtschaftslehre an der Helmut-Schmidt-Universität mit einer Schrift zum Thema „Integrationsgestaltung und Erfolg von Unternehmensakquisitionen“.
1993 erhielt er Rufe an die Universität Jena und an die Universität Duisburg. Zum 1. April 1994 folgte er dem Ruf auf einen Lehrstuhl für Betriebswirtschaftslehre an der Universität Duisburg.
1996 war er an der Entstehung der Dialog Consult in Duisburg, die sich auf die Managementberatung von Unternehmen der Telekommunikationswirtschaft spezialisierte, als Gründungsgesellschafter beteiligt.
Seit 1999 war er Vorsitzender des Vorstands des Zentrums für Telekommunikations- und Medienwirtschaft (ZfTM) e.V.
Von 2004 bis 2006 war er Prodekan für Forschung und wissenschaftlichen Nachwuchs und von 2006 bis 2008 Dekan der Fakultät für Betriebswirtschaftslehre an der Mercator School of Management Duisburg der Universität Duisburg-Essen.
Gerpott war in zweiter Ehe verheiratet und Vater von vier Kindern. Er war leidenschaftlicher Langstreckenläufer mit einer Marathon-Bestzeit von 2:32:31 Stunden (Hamburg 1988).

## Forschungsschwerpunkte und Veröffentlichungen
Die Schwerpunkte der wissenschaftlichen Arbeit Gerpotts lagen auf folgenden Gebieten:
- Management von Unternehmen der Telekommunikationswirtschaft
- Marketingstrategien auf Netzgütermärkten
- Ökonomische Implikationen von leistungsstarken Telekommunikationsanschlussnetzen
- Regulierungsökonomie in Netzindustrien
- F&E-/Innovationsmanagement in Industrieunternehmen

Gerpott hatte seit 1982 als Allein- oder Koautor 579 wissenschaftliche Aufsätze und Monographien veröffentlicht (Stand: 31. März 2023). Zu seinen allein verfassten wissenschaftlichen Monographien gehören:
- Karriereentwicklung von Industrieforschern. de Gruyter Verlag, 1988, ISBN 3-11-011695-2.
- Integrationsgestaltung und Erfolg von Unternehmensakquisitionen. Schäffer-Poeschel Verlag, 1993, ISBN 3-7910-0699-1.
- Wettbewerbsstrategien auf Telekommunikationsmärkten. 3. Auflage. Schäffer-Poeschel Verlag, 1998, ISBN 3-7910-1306-8.
- Strategisches Technologie- und Innovationsmanagement. 2. Auflage. Schäffer-Poeschel Verlag, 2005, ISBN 3-7910-9245-6.
- Attitudes and Behaviors of Mobile Network Operator Customers. Hampp Verlag, 2010, ISBN 978-3-86618-432-9.

## Mitgliedschaften und Ehrungen
- Wissenschaftlicher Arbeitskreis für Regulierungsfragen der Bundesnetzagentur für Elektrizität, Gas, Telekommunikation, Post und Eisenbahnen[3]
- Zentrum für Telekommunikations- und Medienwirtschaft e. V.[1]
- Münchner Kreis, übernationale Vereinigung für Kommunikationsforschung e. V. (Mitglied 2002–2018)

Gerpott gehörte den Herausgeberbeiräten der Fachzeitschriften Telecommunications Policy, International Journal of Mobile Communications, Kommunikation & Recht, Netzwirtschaften und Recht und NET Zeitschrift für Kommunikationsmanagement an. Als Ad-hoc-Gutachter unterstützte er ca. 15 englisch- und deutschsprachige Fachzeitschriften sowie Forschungsinstitutionen (z. B. DFG Deutsche Forschungsgemeinschaft).
Er wurde 1990 von den Herausgebern der Zeitschrift für Betriebswirtschaft (ZfB) für seinen Aufsatz zum Thema „Ökonomische Spurenelemente in der Personalwirtschaftslehre“ zum Autor des Jahres gewählt. Im Dezember 2012 erhielt er für seinen Artikel „Determinants of self-report and system-captured measures of mobile Internet use intensity“, der in der Fachzeitschrift Information System Frontiers (2011, Vol. 13, S. 561–578) erschien, von der US-amerikanischen Association for Information Systems (AIS) den „Best Publication of 2011“ Preis. Im Handelsblatt-Ranking Betriebswirtschaftslehre 2014 wurde Gerpott in der Liste „Top 250 Forscher Lebenswerk“ auf Platz 15 geführt. Im „Lebenswerk-Ranking“ der forschungsstärksten Betriebswirte im deutschsprachigen Raum, das von der Wirtschaftswoche zuletzt im Dezember 2022 veröffentlicht wurde, nahm er Platz 17 ein.